# Janowo (powiat brodnicki)
Janowo – wieś w Polsce położona w województwie kujawsko-pomorskim, w powiecie brodnickim, w gminie Świedziebnia.

## Podział administracyjny
W latach 1954–1961 wieś należała i była siedzibą władz gromady Janowo, po jej zniesieniu w gromadzie Świedziebnia. W latach 1975–1998 miejscowość należała administracyjnie do województwa toruńskiego.

## Demografia
Według Narodowego Spisu Powszechnego (III 2011 r.) liczyło 679 mieszkańców. Jest drugą co do wielkości miejscowością gminy Świedziebnia.

## Urodzeni w Janowie
- Adam Markowski